# Отворено првенство Европе у џудоу
Отворено првенство Европе у џудоу је такмичење у апсолутној категорији која је после Европског првенства у џудоу 2003. у Диселдорфу избачена из програма европских првенстава.
Такмичења у апсолутној категорији су такмичења у којима учествују џудисти, у обе конкуренције (мушкој и женској), без обзира на тежину. Догађа се с времена на време, да такмичар од 70 килограма победи знатно тежег противника, али су обично победници ових такмичења веома тешки и крупни борци.
Прво Отворено првенство Европе у џудоу оджано је у Будимпешти 4. децембра 2004. и одржана су укупно 4 првенства. За разлику од редовног Европског првенства, овде може учествовати више такмичара из сваке земље.
| n° | Првенство     | Град домаћин | Земља домаћин |
| -- | ------------- | ------------ | ------------- |
| 1. | 2004.(детаљи) | Будимпешта   | Мађарска      |
| 2. | 2005.(детаљи) | Москва       | Русија        |
| 3. | 2006.(детаљи) | Нови Сад     | Србија        |
| 4. | 2007.(детаљи) | Варшава      | Пољска        |